# Follow the Lights
Follow the Lights je EP Ryana Adamsa i The Cardinalsa objavljen u Americi 23. listopada 2007. Na njemu se nalaze tri nove pjesme i četiri studijske izvedbe uživo, uključujući obradu "Down in a Hole" Alice in Chains.
Osim toga, na EP-u se nalazi i prva službena snimka pjesme "Blue Hotel" Ryana Adamsa i Cardinalsa. Pjesma se prvi put pojavila na albumu Willieja Nelsona Songbird. "This Is It" originalno je skladana za album Rock n Roll, "If I Am a Stranger" za Cold Roses, a "Dear John" - koju je Adams napisao zajedno s Norah Jones - za Jacksonville City Nights.
Follow the Lights debitirao je na 40. mjestu američkog Billboard 200, prodavši se u 19 tisuća primjeraka u prvom tjednu.
U Ujedinjenom Kraljevstvu, EP je objavljen kao Everybody Knows, dok je se naslovna "Everybody Knows" već pojavljivala na Easy Tiger kao bonus pjesma. U Njemačkoj, EP nije bio dostupan samostalno pa je objavljen u kompletu kao bonus disk s limitiranim reizdanjem Easy Tiger.

## Popis pjesama
1. "Follow the Lights" – 3:03
2. "My Love for You Is Real" – 4:52
3. "Blue Hotel" – 5:11
4. "Down in a Hole" – 4:37
5. "This Is It" – 3:32
6. "If I Am a Stranger" – 4:44
7. "Dear John" – 5:12